# Sint Ignatiusgymnasium
Het St. Ignatiusgymnasium is een rooms-katholiek gymnasium in Amsterdam, dat gesticht is in 1895. Het bevindt zich momenteel in Amsterdam-Zuid. Het Ignatius is een van de vijf zelfstandige gymnasia in Amsterdam, naast het Barlaeus Gymnasium, het Vossius Gymnasium, het 4e Gymnasium en het Cygnus Gymnasium. Er zitten aan het begin van de eenentwintigste eeuw ongeveer 770 leerlingen op deze school en daarmee is ook het maximumaantal leerlingen bereikt. De school moet regelmatig loten bij de inschrijvingen. De rector van de school is Bert Schuller.
Het motto van de school is: 'betekenisvol leren in een activerende en veilige omgeving'. De school draagt de naam van de stichter van de jezuïetenorde Ignatius van Loyola. Op de rooms-katholieke school is extra aandacht voor talentontwikkeling en begeleiding. Het St. Ignatiusgymnasium wil een eigentijdse veelzijdige school zijn die staat in de traditie van honderd jaar katholieke gymnasiumgeschiedenis.
Het vak Levensbeschouwing is verplicht in de eerste vijf jaar en alle leerlingen doen er schoolexamen in; de stof betreft echter de geschiedenis en gebruiken van de grote religies in de wereld (onderbouw) en filosofie en ethiek (bovenbouw). Tot aan 2011 vonden jaarlijks enkele kerkdiensten plaats waaraan de leerlingen konden deelnemen.
Kenmerkend van het onderwijs op het St. Ignatiusgymnasium is het 70-minutenrooster. Hoewel het gebruikelijk is voor de meeste middelbare scholen een 50-minutenrooster aan te houden, heeft de school ervoor gekozen een langere lestijd te hanteren. Op dinsdagen geldt er een 60-minutenrooster, zodat de docenten in de middag vergaderingen kunnen houden. De motivatie van de school is dat de leerlingen zich beter kunnen concentreren op de lesstof en actiever met de lesstof aan de gang kunnen gaan. Er zijn maximaal zes lesuren per dag, hoewel vijf het vaakst voorkomt in het rooster. De leerlingen worden geacht tot het zesde uur zich beschikbaar te houden voor school en niet onder lestijd afspraken te maken met bijvoorbeeld de dokter of tandarts.

## Geschiedenis
Het St.-Ignatiuscollege werd door de paters jezuïeten gesticht in 1895 als R.K. Gymnasium. Het eerste gebouw stond aan de Herengracht nabij de door de jezuïeten geleide parochie De Krijtberg. Door de paters werd de school beschouwd als een open kleinseminarie, dat wil zeggen dat de werving van kandidaten voor de opleiding tot priester onder de leerlingen grote nadruk kreeg en dat de school alleen voor jongens toegankelijk was.
De school werd in 1909 uitgebreid met een H.B.S.-Afdeling. De naam werd hierop gewijzigd in St.-Ignatiuscollege. In 1911 verhuisde het college naar de Pieter de Hoochstraat, hoek Nicolaas Maesstraat in Amsterdam-Zuid; het patershuis was gevestigd aan de Hobbemakade en vormde één geheel met het schoolgebouw. De paters gaven niet alleen les, maar organiseerden ook een groot aantal activiteiten voor de vrije tijd van de leerlingen, zoals eigen sportverenigingen en afdelingen van verenigingen rond katholieke devoties.
De school groeide gestaag. In 1916 waren er 300 leerlingen en in het eerste lesjaar na de Tweede Wereldoorlog meer dan 1000. Destijds waren nog bekende paters als Cornelius Wessels, Van Voorst tot Voorst, Lorié, Minderop, Zaat, Bernard Huijbers, Huub Oosterhuis en Jan van Kilsdonk aan de school verbonden. Ook de docent Gerard Wijdeveld was een bekende naam in katholieke kring.
In de jaren zestig veranderde er veel op de school. De dominante positie van de paters jezuïeten brokkelde af ten gunste van het lekenelement onder het onderwijzend personeel. In 1970 werd de eerste leek rector en in datzelfde jaar verscheen ook de eerste vrouwelijke leerling. Er kwamen steeds minder leerlingen uit de traditionele katholieke elite. Dit bleek toen in 1974 de havo en atheneum-afdelingen naar groeikern Purmerend vertrokken en alleen het gymnasium in Amsterdam bleef.
Omdat het gebouw aan de Pieter de Hoochstraat voor het gymnasium te groot was, ruilde het "IG" van gebouw met het Montessori Lyceum Amsterdam. Vanaf 1979 was het 'Ignatius-Gymnasium' gevestigd in de Anthonie van Dijckstraat 1, dat nu het gebouw is van de British School of Amsterdam.
In 2000 verhuisde de school opnieuw, nu naar een schoolgebouw uit 1956 aan de Jan van Eijckstraat 47. Dit pand bleek te klein. In 2004 werd daarom een dependance geopend aan de Speerstraat, waar aan ongeveer tien klassen tegelijk les kon worden gegeven. Inmiddels is deze dependance weer gesloten. De school verhuisde in februari 2009 naar een tijdelijke locatie aan De Klencke 4 in Amsterdam Buitenveldert en bleef daar tot het schooljaar 2011-2012. In die tijd werd het pand aan de Jan van Eijckstraat verbouwd en uitgebreid. Op 5 september 2011 begon het Ignatius in dat schooljaar terug aan de Jan van Eijckstraat.
Het in 1985 uit het patershuis voortgekomen activiteitencentrum Ignatiushuis is in 2000 verhuisd naar de Beulingstraat, naast De Krijtberg.

## Schoolgebouw
Het St. Ignatiusgymnasium beschikt sinds het schooljaar 2011-2012 over een gebouw aan de Jan van Eijckstraat met twee vleugels: de A-vleugel, die nog voor de verbouwing al bestond en waar vooral bètavakken worden gedoceerd, en de B-vleugel die helemaal nieuwbouw is en waar vooral alfavakken gegeven worden. Er is een fietsenstalling (waar vroeger een atoomschuilkelder was), een gymzaal en een balletzaal, allemaal ondergronds. Deze worden tot de C-vleugel gerekend. Echter, de meeste lessen L.O. worden nog steeds op externe locaties gegeven, aan onder andere De Boelelaan. De school heeft circa vijftig lokalen die gebruikt worden voor de lessen. Verder bevindt zich een mediatheek op de bovenste verdieping van de A-vleugel. Er is een tekenlokaal dat uitsteekt op de eerste verdieping van de A-vleugel van het gebouw; het lokaal heeft daardoor twee etages.
Er is een halve etage aan kluisjes besteed, die aan leerlingen worden toegewezen zodra zij in de eerste klas komen. De kluisjes kunnen zij behouden tot en met de zesde klas.
Kenmerkend in het gebouw sinds de verbouwing zijn de grote rode schuifdeuren. Alle lokalen in de B-vleugel en sommige in de A-vleugel beschikken hierover. Het Ignatius heeft deze geplaatst om de gangen ook als lokaal te kunnen gebruiken en in lessen de lesruimte dus flexibeler kan worden gemaakt (groter door de schuifdeur open te zetten en leerlingen op de gang te laten werken, kleiner door de les uitsluitend in het lokaal te houden).

## Activiteiten
Op het Ignatius zijn excursies en activiteiten binnen en buiten de les ook een belangrijk onderdeel van het programma.

### Excursies
In iedere klas wordt er elk jaar een excursie georganiseerd. In de eerste klas is er een kennismakingskamp aan het strand, de tweedeklassers gaan tegen het eind van het schooljaar een weekje naar Schiermonnikoog en de vierdeklassers gaan op een sportieve survival door de Ardennen. Daarnaast worden er nog kleinere excursies georganiseerd van meestal een dag. Het hoogtepunt is echter de culturele reis in de vijfde klas. De leerlingen kunnen kiezen uit twee bestemmingen: Rome en Griekenland (er is ook een tweede versie van de Griekenlandreis, genaamd de Spartanenreis, waarbij soms bijvoorbeeld buiten wordt geslapen). De leerlingen blijven dan acht dagen lang in een van deze gebieden. In klas zes gingen leerlingen met Frans naar Parijs en met Duits, geschiedenis en/of aardrijkskunde naar Berlijn. Dit is sinds 2023 afgeschaft. De derdeklasreis naar Ieper is vanwege bezuinigingen geschrapt, wel gaan zij voor geschiedenis naar Kamp Vught en Oorlogsmuseum Overloon.

### Muzikaal, sportief en feesten
Het Ignatius heeft het hele jaar door een orkest (Big Band) en een schooltoneel. Twee keer per jaar wordt er het Groot Podium gehouden (ook wel MusIG geheten) waar leerlingen zich kunnen presenteren met muziek, dans, cabaret, en dergelijke. Dit wordt georganiseerd door een vaste crew, bestaande uit leerlingen uit de bovenbouw en docenten van het vak 'muziek'.
In februari vindt de jaarlijkse schoolstrijd plaats, waarin klassen het tegen elkaar opnemen in allerlei sportieve en creatieve onderdelen. Leerlingen uit de vijfde klas hebben een belangrijke rol bij de organisatie van dit grote gebeuren. Veel leerlingen beschouwen de schoolstrijd als hoogtepunt van het jaar. De schoolstrijd duurt twee dagen (voorheen drie i.v.m. bezuinigingen) en in die tijd worden er dan ook geen lessen gegeven. Elk jaar heeft een ander thema zoals Afrika, dat invloed heeft op de activiteiten. Zo moeten de leerlingen een originele krijgsdans doen.
Het Ignatius organiseert twee keer per jaar een schoolfeest: een kerstgala en een eindfeest. De feesten zijn voor zowel de onder- als bovenbouw toegankelijk.

### Sportclubs en schoolkrant
Het St.-Ignatiuscollege had zijn eigen sportclubs, zoals RKAVIC (voetbal), RIC (roeien), HIC (hockeyen), TATIC (Tafeltennis) e.d. De meeste verenigingen hadden een naam die eindigde op IC en tenues in de kleuren van het St.-Ignatiuscollege: oranje, zwart en wit. De banden tussen de sportclubs en het Ignatiuscollege/-gymnasium zijn verbroken, maar er wordt zo nu en dan nog wel schoolvoetbal georganiseerd op het Ignatius.
Het Ignatius heeft verder ook een schoolkrant, genaamd De Harpoen. Die wordt gemaakt door een redactie bestaande uit een aantal leerlingen en leraren, maar ook worden andere leerlingen gestimuleerd om hun eigen inbreng op te sturen naar de redactie. De Harpoen verschijnt meerdere keren per jaar, en is ook online te bekijken.

### Samenwerkingen
Het Ignatius werkt samen met Shell en is de eerste Amsterdamse fairtradeschool. Met het vak aardrijkskunde wordt er dan ook aandacht besteed aan fair trade. Ook werkt het Ignatius samen met de Vrije Universiteit sinds 2005. Het project van de VU en het Ignatius heet 'De Vrolijke School' en heeft als doel het onderwijs aan de leerlingen interessanter te maken en onder andere ook een wetenschappelijke belangstelling te wekken.
Het Ignatius doet ook actief mee aan het Europees Jeugdparlement. Ook kunnen in de bovenbouw leerlingen kiezen om een extra certificaat voor de Duitse taal te behalen bij het Goethe-Institut, evenals een voor Frans bij DELF of voor Engels bij Cambridge English Language Assessment.

## Kwaliteit van onderwijs
Volgens de Onderwijsinspectie is het Ignatius over de hele linie een zeer goede school. In de eerste drie jaar blijft 2% zitten waarna van de overblijvers 76% in een keer het diploma haalt met een gemiddeld cijfer van een 6,9. Dat is alles bovengemiddeld. 
Het blad Elsevier verkiest het St. Ignatius al een aantal jaren als een van de beste scholen van Nederland. Zo werd de school in 2004 verkozen tot het beste gymnasium van de provincie Noord-Holland. Ook in 2010 werd de school door Elsevier als een van de beste scholen gezien en ingedeeld in de categorie 'De winnaars van 2010, Minste zittenblijvers en beste examenresultaten'.
Het St. Ignatiusgymnasium kreeg in februari 2013 het predicaat 'Excellente School 2012', uitgegeven door het ministerie van Onderwijs, Cultuur en Wetenschap.

## Profielen
Naam en aantal deelnemers in 2004.
- Cultuur en Maatschappij, 20%, gemiddeld in Nederland.
- Economie en Maatschappij, 13%, onder het landelijk gemiddelde.
- Natuur en Gezondheid, 55%, boven het landelijke gemiddelde.
- Natuur en Techniek, 12%, gemiddeld.

## Bekende oud-Ignatianen
(Oud-)leerlingen van het Ignatius worden van oudsher (oud-)Ignatiaan genoemd.
- Bertus Aafjes, schrijver
- Jan Bank, hoogleraar vaderlandse geschiedenis aan de Universiteit Leiden, redacteur van de Volkskrant, PvdA-gemeenteraadslid
- Harry van den Bergh, lid Tweede Kamer voor de PvdA, voorzitter VluchtelingenWerk Nederland
- Bernard van Beurden, musicus, componist
- Paul Biegel, kinderboekenschrijver
- Carine Bijlsma, fotografe en documentairemaakster
- Pieter Blaisse, KVP-politicus
- Antoine Bodar, rooms-katholiek priester, kunsthistoricus, schrijver en televisiepresentator, hoogleraar (geen eindexamen)
- Hans Boskamp, acteur, en voetballer (bij de AFC Ajax) (geen eindexamen)
- Evert Brautigam, wethouder van Amsterdam voor de KVP, burgemeester van Uithoorn
- Frans Brüggen, blokfluitspeler, dirigent, artistiek leider Orchestra of the Age of Enlightenment, winnaar UNESCO International Music Prize in de categorie "Performance"
- Paul Crutzen, scheikundige en Nobelprijswinnaar
- Reinier van Dantzig, horecaondernemer (eigenaar van de Vondeltuin) en D66-politicus (wethouder van Amsterdam)
- Midas Dekkers, bioloog en schrijver
- Bernard Delfgaauw, hoogleraar wijsbegeerte aan de Rijksuniversiteit Groningen
- Menno van Delft, klavecimbelspeler, klavechordspeler, organist en muziekpedagoog (geen eindexamen)
- Koen van Dijk, schrijver, vertaler, regisseur
- Eric van der Donk, acteur
- Janneke Doolaard, cineaste
- Gerard Driehuis, Nederlandse journalist
- Kees Driehuis, Nederlandse journalist en televisiepresentator
- Pierre H. Dubois, dichter, prozaschrijver, vertaler, biograaf en criticus.
- Peter Elverding, voorzitter raad van bestuur DSM, commissaris bij diverse ondernemingen
- Mark Emke, toproeier, bondscoach KNRB (Holland 8, Heren-4)
- Kees Fens, literair criticus en essayist (voornamelijk in De Linie, De Tijd, de De Volkskrant)
- Carel Goseling, lid Tweede Kamer voor de RKSP, fractievoorzitter in de Tweede Kamer, minister van Justitie in het vierde kabinet-Colijn, voorzitter van de RKSP, gestorven in het concentratiekamp Buchenwald
- Irene Hemelaar, mensenrechtenactivist en zangeres, als directeur betrokken bij de organisatie van de Amsterdam (Gay) Pride.
- Henry Pierre Heineken, directeur/grootaandeelhouder van de Heinekenbrouwerij
- Katja Herbers, actrice
- Guus Hermus, acteur
- Jaap de Hoop Scheffer, diplomaat, politicus en secretaris-generaal van de NAVO
- Henri Heuvelmans, pianist, componist en dirigent
- Huub Jansen, geschiedkundige en hoogleraar middeleeuwse geschiedenis
- Fons Jansen, cabaretier
- Thom Jansen, organist, pianist
- Jan L.H. Keizer, zangpedagoog
- Jacques Klöters, cabaretier, publicist en programmamaker
- Ton de Kok, politicus van het CDA en vrijmetselaar
- Eva Koreman, radio-dj bij NPO 3FM
- Leonardus Gerardus Kortenhorst, lid Tweede Kamer voor de KVP, voorzitter Tweede Kamer
- Kees Koster, hoogleraar informatica aan de Radboud Universiteit Nijmegen
- Klaas Landsman, wiskundige en auteur, hoogleraar analyse aan de Radboud Universiteit Nijmegen
- Tom Löwenthal, componist en dirigent
- Frans van der Lugt, priester, jezuïet in Homs, Syrië, vermoord in Homs op 7 april 2014
- Joseph Luns, minister van Buitenlandse Zaken, diplomaat, politicus en secretaris-generaal van de NAVO
- Luc Lutz, acteur
- Pieter Lutz, acteur
- Ton Lutz, acteur
- Lambert Meertens, voorzitter van de PSP, informaticus
- Antonius Mathias Johannes Friedrich Michels, natuurkundige, hoogleraar, verzetsstrijder
- Kees Middelhoff, radio-journalist bij deRadio Nederland Wereldomroep en schrijver
- Florian Myjer, theatermaker en acteur
- Eric Niehe, Olympisch roeier, Nederlands ambassadeur in India
- Ivo Niehe, televisiepresentator, directeur Ivo Niehe producties
- Constant Nieuwenhuys, beeldend kunstenaar, auteur, muzikant
- Pieter Nieuwint, cabaretier, componist, pianist, zanger
- Antoine Oomen, componist, pianist, dirigent
- Huub Oosterhuis, priester, studentenpastor, theoloog en dichter
- Lisa Ostermann, cabaretière en zangeres
- Jaap Peters, Aegon-topman
- Liesbeth van der Pol, architect en Rijksbouwmeester
- Léon Povel, hoorspel- en televisieregisseur
- Ton Regtien, oprichter van de Studentenvakbeweging en bekendste studentenleider in de jaren zestig
- Carl Romme, KVP-voorman, politiek-hoofdredacteur de Volkskrant
- Charles van Rooy, minister van Sociale Zaken in het kabinet-De Quay, commissaris (gouverneur) van de Koningin van Limburg
- Paul Russell, advocaat, lid Eerste Kamer voor het CDA
- Piet Schrijvers, latinist
- Charles Schwietert, parlementair journalist NOS-journaal, staatssecretaris (VVD) voor defensie
- Pieter Seuren, taalkundige, hoogleraar, lid van het Max Planck Instituut voor Psycholinguïstiek
- André van Stigt, architect
- Piet Steenkamp, politicus, oprichter Christen-Democratisch Appèl (CDA), lid Eerste Kamer
- Henk Terlingen, 'Apollo-Henkie', radio- en televisiepresentator
- Raymond Thiry, acteur
- Haye Thomas, journalist, correspondent van het NOS-journaal
- Willem van Veenendaal, vliegenier en schrijver
- Johannes Antonius Veraart, Tweede Kamerlid voor de RKSP, hoogleraar, oprichter Katholiek Democratische Bond, pleitbezorger van de Publiekrechtelijke bedrijfsorganisatie
- Hans Vervoort, uitgever, directeur Weekbladpers, schrijver
- Hans Vonk, dirigent
- Wim Vroom, hoogleraar Nederlandse cultuurgeschiedenis, hoofd afdeling Nederlandse Geschiedenis Rijksmuseum
- Edo de Waart, dirigent
- Paul de Waart, redacteur, verslaggever, journalist, hoofdredacteur Utrechts Katholiek Dagblad
- Marius Alphonse Marie Waszink, minister van onderwijs in het eerste kabinet-De Geer
- Ed van Westerloo, redacteur, eindredacteur, hoofdredacteur, Omroepbestuurder
- Gerard van Westerloo, journalist, hoofdredacteur De Groene Amsterdammer
- Bernard Wientjes, voorzitter van de werkgeversorganisatie VNO-NCW
- Abe Wiersma, olympisch kampioen roeien
- Piet Witteman, advocaat, rechter, lid Eerste Kamer voor de KVP, minister van Binnenlandse Zaken
- Wim Zaal, journalist, letterkundige, essayist en recensent, o.a. bij Elsevier Weekblad
- Jan Zeegers, atleet (hardlopen, veldlopen)
- Theodorus Zwartkruis, bisschop van Haarlem

### Bekende (oud-)docenten
- Bernard Huijbers
- Jan van Kilsdonk
- Doeschka Meijsing
- Huub Oosterhuis